# Televisione a colori

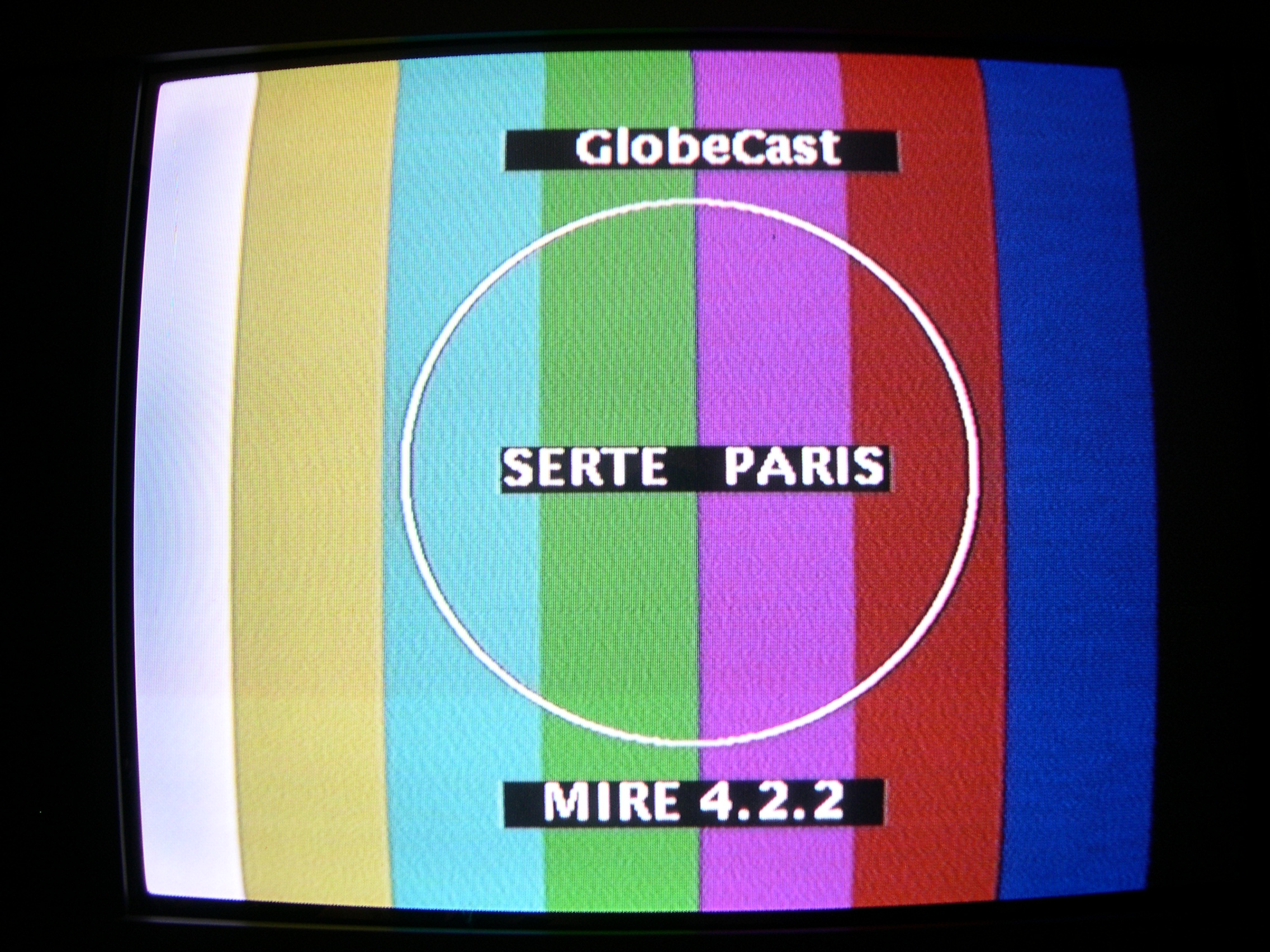
Test pattern di barre colore per la verifica della corretta decodifica dei colori di un monitor televisivo

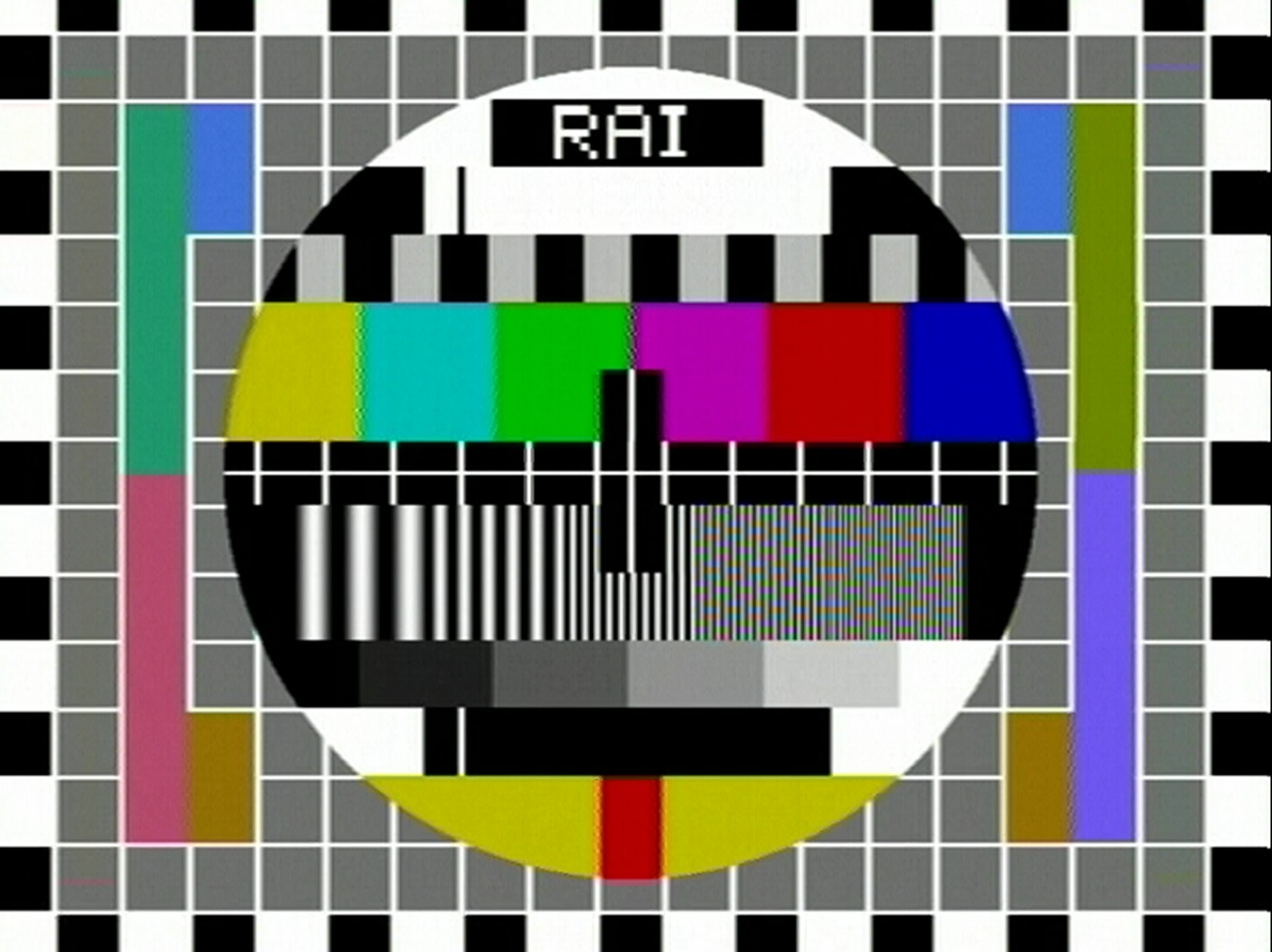
Philips PM 5544 Generatore di monoscopio per test di trasmissione ricezione e taratura TV Utilizzato dalla RAI

La televisione a colori è la tecnica di trasmissione e visualizzazione di immagini in movimento complete dell'informazione di colore originale. La tecnica si basa fondamentalmente sulla scansione delle componenti di colore fondamentali RGB (rosso, verde e blu) e sulla sua riproduzione su schermi mediante fosfori o pixel complessi composti da tre elementi più piccoli, uno per il colore rosso, uno per il blu ed uno per il verde. La tecnica si è sviluppata grazie al progresso delle tecnologie elettroniche e soprattutto alla progressiva riduzione delle dimensioni dei componenti.

## Storia
Già nel 1939 venne proposto e adottato come riferimento un principio di compatibilità, in base al quale le future trasmissioni televisive a colori sarebbero potute essere visibili anche su televisori in bianco e nero, così come i programmi in bianco e nero avrebbero potuto essere visibili come tali anche su televisori in grado di riprodurre il colore. Questo principio, che consente la coesistenza di nuovi e vecchi apparati televisivi, venne seguito come principio di base per tutti gli sviluppi tecnici successivi.
Nel 1940, il messicano Guillermo González Camarena creò un sistema per la trasmissione della televisione a colori, il sistema tricromatico sequenziale di campo (noto come STSC), il cui brevetto negli Stati Uniti fu concesso il 15 settembre 1942.
I primi esperimenti di trasmissione a colore vera e propria avvengono verso la fine degli anni quaranta negli Stati Uniti. Durante questi esperimenti viene messo a punto quello che dal 1953 sarà lo standard NTSC (National Television Systems Commitee). Le trasmissioni regolari iniziano sempre negli Stati Uniti nel 1954. Dalla metà degli anni sessanta diverse altre nazioni iniziano a diffondere programmi televisivi a colori: la Francia, la Germania e il Regno Unito iniziano le trasmissioni regolari nel 1967.
L'Italia, dopo una prima sperimentazione in occasione dei Giochi della XX Olimpiade, è uno degli ultimi paesi, tra il 1976 e il 1977, ad avviare ufficialmente le trasmissioni a colori, nonostante la RAI fosse tecnologicamente pronta per trasmettere a colori già dalla nascita del Secondo Programma (4 novembre 1961). Il ritardo viene causato sia per motivi politici (la maggioranza di allora sosteneva che fosse pericoloso, temendo un indebitamento, indurre i cittadini ad acquistare i costosi apparecchi adatti a ricevere le trasmissioni a colori), sia dall'incertezza su quale tecnologia adottare tra PAL e SÉCAM. Inoltre trasmissioni a colori vengono effettuate già prima del 1977 dalle stazioni televisive provenienti dal Principato di Monaco, dalla Svizzera e dalla Jugoslavia, spesso riprese e ritrasmesse da emittenti locali.
Alla metà degli anni '70, tuttavia, la Rai trasmette con cadenza quotidiana una serie di "prove tecniche di trasmissione", consistenti in immagini statiche o in filmati con sottofondi di musica classica (ad esempio La gazza ladra di Rossini, utilizzata come commento musicale a un filmato relativo a un gruppo di persone intente a visitare uno zoo).
Il 1º febbraio 1977, dopo varie anteprime ed esperimenti, veniva ufficializzato l’arrivo del colore nella tv italiana.

## Principio tecnico

Chassis Tv color Autovox 1980

Tutti gli standard televisivi a colori, sia per la necessità di risparmiare banda passante in trasmissione, sia per mantenere una compatibilità con le trasmissioni in bianco e nero durante il periodo di sostituzione degli apparecchi, utilizzano la tecnica di trasmettere, invece dei tre canali dei colori fondamentali (Rosso, Verde e Blu, o R,G,B) un segnale di luminanza (Y), che contiene la sola informazione sulla luminosità di ciascun punto dell'immagine, ed un segnale di crominanza, che contiene l'informazione sul colore.
Il segnale di luminanza non è sostanzialmente differente dal segnale trasmesso in bianco e nero e quindi assicura il funzionamento dei vecchi apparecchi e la capacità di riprodurre trasmissioni prive del segnale di crominanza (e quindi in bianco e nero), come stabilito dal principio di compatibilità. Il segnale di crominanza contiene a sua volta due componenti, dette R-Y e B-Y (Rosso meno Luminanza e Blu meno Luminanza).
Dai tre segnali Y, R-Y e B-Y è possibile ricostruire i tre segnali originali R, G e B, con il vantaggio che la banda radio di trasmissione utilizzata con questo metodo è inferiore rispetto a quella necessaria per trasmettere tutti i segnali originali senza alcun trattamento: sfruttando infatti il fatto che l'occhio umano è molto più sensibile alla luminanza rispetto al colore, l'informazione dei segnali R-Y e B-Y viene compressa e usa meno banda di quanto servirebbe per avere una resa perfetta rispetto a RGB.
Alcune differenze tecniche rendono incompatibili la visione di trasmissioni effettuate con uno standard di trasmissione a un televisore predisposto per uno standard diverso.

## Standard di trasmissione a colori
Il primo standard sviluppato, lo standard NTSC, poi evoluto nella versione attuale NTSC2, è tuttora adottato negli USA e nell'area del Pacifico. Può essere considerato un predecessore del sistema PAL e trasmette oltre al segnale Y anche una sottoportante modulata in quadratura di fase che contiene entrambi i segnali R-Y e B-Y. Lo standard si è poi evoluto nel tempo, migliorando alcuni difetti, ma il suo limite principale rimane la sensibilità agli errori di fase in trasmissione, che richiede un controllo di tinta supplementare sui televisori.

Lo standard SÉCAM (Séquentiel Couleur à Memoire) sviluppato in Francia e adottato anche nella maggior parte dei Paesi dell'Est Europeo, trasmette ad ogni riga il segnale Y e mediante una sottoportante trasmette alternativamente gli altri due, che vengono conservati in una memoria dell'apparecchio ricevente per essere poi decodificati.

Lo standard PAL (Phase Alternation by Line), sviluppato in Germania e adottato nella maggior parte dei paesi europei, si differenzia dall'NTSC per l'introduzione di un sistema di correzione automatica degli sfasamenti della sottoportante da parte del ricevitore, tramite l'inversione della fase di due righe consecutive e la loro successiva somma e divisione.
Ulteriori differenze tra gli standard, come il numero di righe verticali e la frequenza del sincronismo verticale (525 righe a 60 Hz nel caso di NTSC, dipendente dallo standard di trasmissione per PAL e SECAM, di solito usati con sistemi a 625 righe e 50 Hz), e la distanza delle due sottoportanti audio e di crominanza rispetto al segnale video principale, rendono del tutto incompatibili gli standard tra loro, a meno di possedere un televisore multistandard, ossia predisposto per riconoscere lo standard utilizzato e selezionare la modalità di ricezione adatta.

## Il sistema italiano
Per ovviare ai costi di licenza d'uso dei sistemi SÉCAM e PAL la Indesit nel 1972 propose al ministero delle Poste e Telecomunicazioni e alla RAI un sistema di trasmissione a colori di produzione completamente nazionale, chiamato Identificazione a Soppressione Alternata (ISA). Tale sistema presentava delle caratteristiche di qualità dell'immagine, in termini di nitidezza e di stabilità del colore in condizioni di ricezione debole, molto interessanti. Tuttavia, l'ISA venne proposto troppo in ritardo e tre anni più tardi fu definitivamente accantonato in favore del sistema tedesco PAL.